# Биоково
Биоково е третата по височина планина в Хърватия, след Динара (част от Динарите и дал името на целия масив - с връх Синял) и Камешница с едноименния си първенец. Дори Велебит е по-нисък от Биоково. Намира се непосредствено над адриатическото крайбрежие и по-точно над т.нар. Макарска ривиера.
Тя се простира от река Цетина на северозапад до река Неретва на югоизток. Най-високия ѝ връх е Свети Юре или Свети Георги с надморска височина от 1762 м. На върха има телевизионна кула до която води асфалтов път. Биоково е защитен природен парк с площ от 196 кв. км.
При хубаво време от телевизионната кула се вижда Апенинския полуостров. Под планината и по-точно под едноименния връх Свети Илия преминава почти петкилометровия едноименен тунел (4255,62 m), въведен в експлоатация на 8 юли 2013 г., който тунел прави връзка с преминаващата от северната страна на планината автомагистрала А1 (Хърватия).